# Friedrich Gottlieb Barth
Friedrich Gottlieb Barth (Lutherstadt Wittenberg, 1738 – Schulpforte, 1794) német nyelvész.

## Művek
- Providentia Dei circa res singulares demonstrata: ac partim vindicata / praeses Christianus Kaschub ... respondente Friderico Gottlieb Barth, Wittenberg, 1761
- De digressionibus poeticis, Wittenberg, 1766
- Kurze Anweisung zur englischen Sprache für Anfänger: nach den Grundsätzen des Herrn Ludwigs, Weißenfels und Leipzig, 1772
- Epistola ad ... Carolum Henricum Geislerum ...: de nova editione Propertü Deo volente procuranda, Leipzig, 1773
- Famam Virgilianam ab iniustis aliquot reprehensionibus vindicat ... Numburgi, 1774
- Vorlesungen über einige Elegien des Properz: nebst einer prosaischen Übersetzung der Königinn aller Elegien und einer poetischen zwoer anderer / von Friedrich Gottlieb Barth, Dresden, 1775
- Propertius, Sextus: Sex. Avrel. Propertivs: Varietate Lectionis Et Perpetva Adnotatione; Accedvnt Indices Rervm Ac Verborvm Locvpletissimi / Illvstratvs A Frid. Gottl. Barthio, Leipzig, 1777
- Stricturas aliquot animadversionum ad Anacreontem proponit ... / Frid. Gottlieb Barth, Naumburg, 1777
- Kurzgefaßte Spanische Grammatik: Vorinnen die richtige Aussprache und alle zur Erlernung dieser Sprache nöthigen Grundsätze abgehandelt und erläutert sind ...; Nebst einigen Gesprächen zur Uebung für Anfänger, Erfurt, 1778
- A new collection of poetical pieces, original and translated, oder neue englische poetische Chrestomathie / zusammengetragen u. mit erl. Anm. ... vers. von E G. Barth, Erfurt, 1778
- Catullus, Gaius Valerius: Epitalamium de nuptüs Pelei et Thetidos varietate Lectionis et perpetua adnotatione / illustratum a F. G. Doeringio. Praefatus est Fr. Gotd. Barth., Naumburg, 1778
- Epistola, qua ... Friderico Guilielmo Doeringio designato Lvicei Gubenensis Rectori munus hos mense Decembri 1782 adeundum / gratulatur Fridericus Gottlieb Barth, Leipzig, 1782
- Perillustri atque cxcellentissimo Domino Friderico Gottlob a Berlepsch ... sacratum / Friedrich Gottlieb Barth., Leipzig, 1783
- Eclogae recentiorum aliquot poetarum praestantiores. In Fine Additum Est Gulielmi Massiaei Carmen Elegantissimum Caffaeum. / [Ermittelt: Friedrich Gottlieb Barth (Hrsg.)] Erfurt, 1783
- Doeringio suo munus rectoris scholae oppidanae apud numburgenses susceptum, ratulatur ..., Naumburg, 1784
- Geislero suo affini desideratissimo ... in patriam reduci ..., Naumburg, 1784
- Kurzgefaßte Spanische Grammatik: Worinnen die richtige Aussprache und alle zur Erlernung dieser Sprache nöthigen Grundsätze abgehandelt und erläutert sind, daß ein jeder, der lateinisch verstehet, diese Sprache in ein paar Wochen, ohne Lehrmeister zu erlernen im Stande ist ... 2., verm. Aufl. – Erfurt, 1788
- M. Fr. G. Barth's vormaligen Rektors in der Fürstenschule zu Pforta in Kursachsen kurzgefaßte Spanische Grammatik: worinnen die richtige Aussprache und alle zur Erlernung dieser Sprache nöthigen Grundsätze abgehandelt und erläutert sind, daß Jeder, der Lateinisch verstehet, diese Sprache in ein paar Wochen, ohne Lehrmeister, zu erlernen Im Stande ist; Nebst einigen Gesprächen und einer Sammlung angenehmer Erzählungen und Geschichtchen. – Dritte vermehrte und verbesserte Auflage., Erfurt, 1797
- M. Fr[iedrich] G[ottlieb] Barth's Grammatica espanola oder Kurzgefasste spanische Grammatik / verm. u. hrsg. vom Prof. Theophil Friedrich Ehrmann – Erfurt, 1807